# Charles Lee (Genetiker)

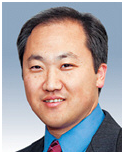
Charles Lee

Charles Lee (* 1969 in Seoul) ist ein kanadischer Genetiker koreanischer Abstammung an der Harvard Medical School und dem Jackson Laboratory.

## Leben
Lee wurde in Korea geboren, wuchs aber ab dem Alter von einem Jahr in Kanada auf. Er erwarb 1996 an der University of Alberta einen Ph.D. in Medical Sciences (Medizin). Als Postdoktorand arbeitete er an der Cambridge University in England, bevor er ab 1998 an der Harvard Medical School seine Facharztausbildung in Zytogenetik absolvierte. 2003 erhielt er eine erste Professur (Assistant Professor) für Pathologie an der Harvard Medical School, 2008 wurde er Associate Professor. Seit 2006 leitet er die Abteilung für Zytogenetik an der Harvard Medical School und ist assoziiertes Mitglied des Broad Institute von Massachusetts Institute of Technology (MIT) und Harvard University.
Lee leitet seit 2013 zusätzlich die Abteilung für Zytogenetik am Jackson Laboratory in Bar Harbor, Maine. Er hat außerdem eine Ehrenprofessur an der Chinesischen Universität Hongkong inne und leitet die Molekulargenetik am Brigham and Women’s Hospital, einem Lehrkrankenhaus der Harvard Medical School.

## Wirken
2004 entdeckte Lee unter Anwendung der DNA-Chip-Technologie, dass es neben den Einzelnukleotid-Polymorphismen (Unterschieden in einzelnen Basenpaaren der DNA) noch das weite Feld der Variationen der Zahl an Genkopien (Gene copy number variants, CNV) als Varianten im menschlichen Genom gibt. Lee gründete ein internationales Konsortium von Wissenschaftlern, das 2006 eine Genkarte des menschlichen Genoms auf der Basis der CNV vorlegte. 2007 konnte Lee zeigen, dass Umweltbedingungen und menschliches Verhalten einen Einfluss auf die CNV-Regionen haben. CNV dienen als Grundlage für genetische Tests und  als Ansatz zur Individualisierung von Krebstherapie (siehe personalisierte Medizin).
Am Jackson Laboratory untersucht Lee im Rahmen des 1000-Genome-Projekts strukturelle Variationen menschlicher Genome, genetische Aberrationen und ihre Beziehungen zu angeborenen Fehlbildungen, die Evolution der Genome bei (nicht-menschlichen) Primaten und deren Einfluss auf die Genom-Stabilität sowie die Genetik von Krebs und versucht entsprechende Biomarker zu identifizieren.
Seit 2014 zählt Thomson Reuters Lee aufgrund der Zahl seiner Zitationen zu den Favoriten auf einen Nobelpreis (Thomson Reuters Citation Laureates).

## Auszeichnungen (Auswahl)
- 2008 Ho-Am-Preis für Medizin[3]
- 2012 Fellow der American Association for the Advancement of Science
- 2024 Mitglied der Royal Society of Canada[4]